# 布里格姆城 (犹他州)
布里格姆城（英語：Brigham City）是美国犹他州博克斯埃尔德县的縣城。建市于1850年，面积大约为24.18平方英里（62.6平方公里），海拔约为4,436英尺（1,352米）。根据2020年美國人口普查，该市有人口19,650人。